# B.J. Blazkowicz
William Joseph Blazkowicz is de volledige naam van B.J. Blazkowicz, en is de protagonist uit de computerspelserie Wolfenstein. Hij verscheen voor het eerst in het spel Wolfenstein 3D uit 1992.

## Biografie
Blazkowicz werd geboren in augustus 1911 in de Verenigde Staten en is van Joodse en Poolse komaf. Tijdens de Tweede Wereldoorlog werd B.J. sergeant in het Amerikaanse leger, waarna hij een van de topagenten werd voor geheime operaties. Na geruchten van occulte moorden in Nazikampen wordt Blazkowicz uitgezonden als spion om de zaak te onderzoeken.
Volgens ontwerper Tom Hall is William Blazkowicz de grootvader van het gelijknamige personage in Commander Keen.

## Spellen
B.J. Blazkowicz komt voor in de volgende computerspellen:
- Wolfenstein 3D (1992)
- Spear of Destiny (1992)
- Return to Castle Wolfenstein (2001)
- Wolfenstein: Enemy Territory (2003)
- Wolfenstein (2009)
- Wolfenstein: The New Order (2014)
- Wolfenstein: The Old Blood (2015)
- Wolfenstein II: The New Colossus (2017)

Blazkowicz is een speelbaar personage in het spel Quake Champions uit 2017.

## Stemacteurs
Stemacteurs die de Engelstalige stemmen hebben ingesproken zijn:
- Matthew Kaminsky (2001)
- Peter Jessop (2009)
- Brian Bloom (2014–heden)
- Debi Derryberry (jonge B.J., 2017)
- Joji Nakata (2014–heden, Japanse stem)